# دييغو رومانو
دييغو رومانو (بالإسبانية: Diego Romano)‏ (11 مارس 1980 بروساريو في الأرجنتين - ) هو لاعب كرة قدم أرجنتيني في مركز الوسط. لعب مع ألماجرو وإيرغوتيليس وتشاكاريتا جيونيورز وتيرو فيديرال ونيولز أولد بويز وسان مارتين دي توكومان ‏ وClub El Porvenir ‏ ونادي إيراكليس.

## وصلات خارجية
- دييغو رومانو على موقع قاعدة بيانات كرة القدم.إي يو (الإنجليزية)
- دييغو رومانو على موقع Soccerway.com (الإنجليزية)